# Podisma pedestris
Podisma pedestris (Linnaeus
, 1758) è un insetto ortottero  della famiglia Acrididae.

## Descrizione

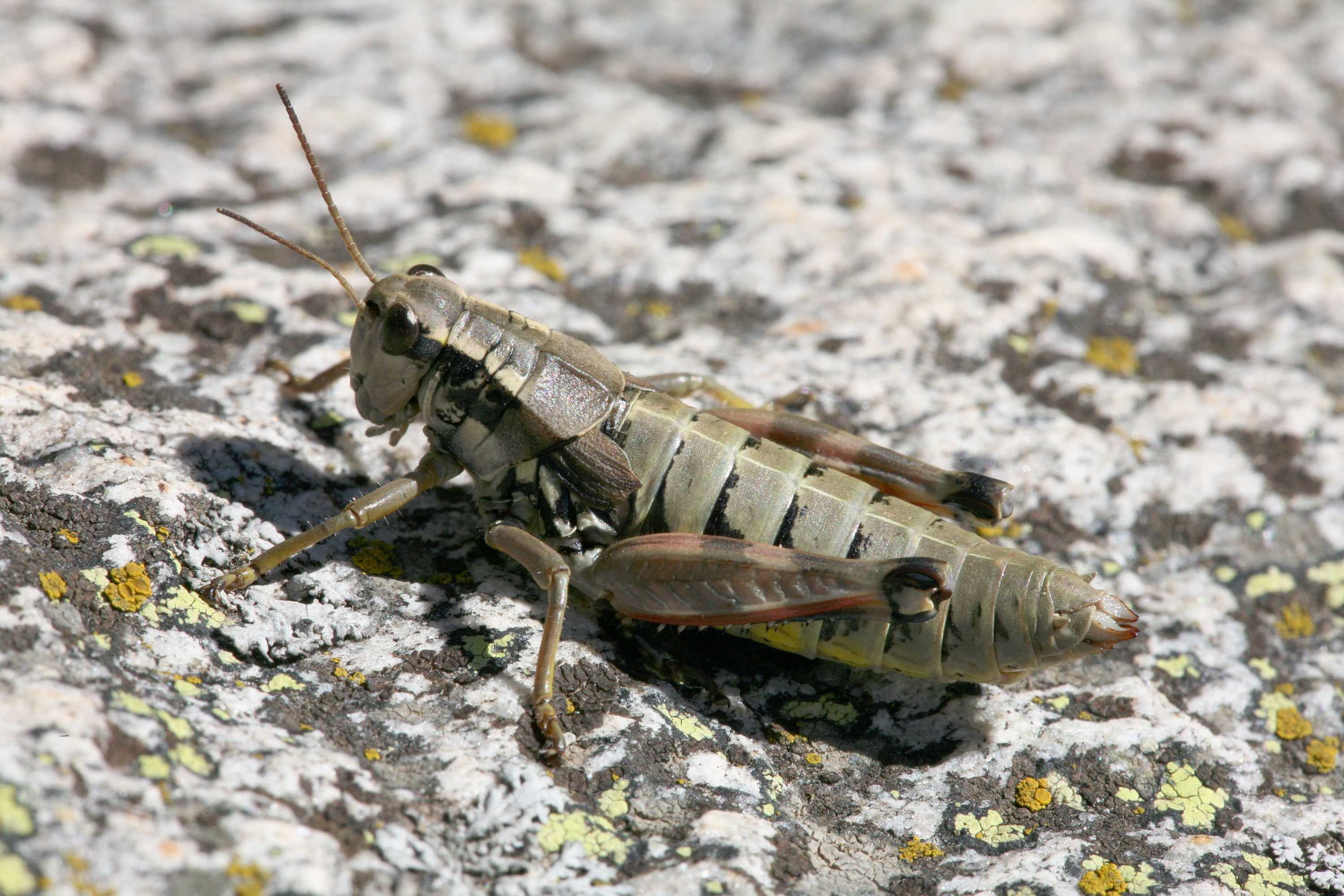
Femmina

È una cavalletta di piccole dimensioni che raggiunge i 17-24 mm nel maschio, 25-30 mm nella femmina. Il dimorfismo sessuale non si limita alle dimensioni ma riguarda anche la livrea che è caratterizzata da una colorazione beige-olivastra nella femmina, a strie gialle e nere nel maschio. Entrambi i sessi presentano ali vestigiali (brachitterismo). Le tibie delle zampe posteriori hanno una caratteristica colorazione bluastra e spine di colore bianco. Quest'ultimo carattere consente la distinzione da un'altra specie della sottofamiglia Melanoplinae, Melanoplus frigidus, che presenta una livrea simile ma spine tibiali scure.

## Distribuzione e habitat
La specie ha un areale centro-asiatico europeo .
In Italia è presente su tutto l'arco alpino; vive generalmente al di sopra dei 1300 m, ma in Friuli si spinge fino a 600 m di quota .
Popola le radure boschive, i cespuglieti, le praterie e i pascoli alpini.

## Tassonomia
Sono note le seguenti sottospecie:
- Podisma pedestris caprai Salfi, 1935
- Podisma pedestris nadigi Harz, 1975
- Podisma pedestris pedestris (Linnaeus, 1758)
- Podisma pedestris sviridenkoi Dovnar-Zapolskij, 1927